# 小倉彩瑛
小倉 彩瑛（おぐら さえ、1996年1月4日 - ）は、テレビ静岡の女性アナウンサー。

## 来歴・人物
静岡県伊豆市出身。桐陽高等学校、大妻女子大学比較文化学部卒業。
2018年、テレビ静岡入社。同期のアナウンサーは高里絵理奈。
趣味は旅行。
大学時代には『第24代ミス伊豆の踊り子』を務めた。

## 現在の担当番組
- ただいま!テレビ
- チョッと!いいタイム
- FNNテレビ静岡ニュース
- ドレみ〜る

## 過去の担当番組
- てっぺん!（2018年7月 - 2019年6月）
- ちょもキッチン[5]（2019年1月 - 3月、2020年7月 - 9月）
- ぽい散歩（2019年7月 - 9月）